# Йонат, Ада
А́да Йона́т (урождённая Лифшиц, ивр. עדה יונת‎; род. 22 июня 1939 года, Иерусалим) — израильский учёный-кристаллограф, лауреат Нобелевской премии по химии за 2009 год (совместно с Венкатраманом Рамакришнаном и Томасом Стейцем) «за исследования структуры и функций рибосомы». Она является действующим директором Центра биомолекулярных структур и механизмов Института Вейцмана. Иностранный член Лондонского королевского общества (2020). Ада является первой женщиной-израильтянкой, которая получила Нобелевскую премию.

## Биография
Будущая учёная родилась в Иерусалиме в бедной семье зеленщика из недавних репатриантов из Лодзи (Польша). Её родители, Гиллель и Эстер Лившиц, поселились в Иерусалиме в 1933 году, и хотя отец происходил из потомственной раввинской семьи и сам был раввином, плохое здоровье не позволило ему устроиться по специальности Отец владел продуктовым магазином, но, тем не менее, семья Ады еле сводила концы с концами. Жили в тесноте, по соседству с несколькими другими семьями. Ада вспоминает, что книги были единственным, чем она могла занять себя. Несмотря на бедность, родители отправили Аду в школу в престижном районе (Бейт-ха-Керем), чтобы дать дочери достойное образование. После преждевременной кончины отца в 1949 году, когда Ада была ещё ребёнком, она с матерью и двухлетней сестрой Нурит переехала в Тель-Авив.
В среднюю школу Йонат пошла в Тихон Хадаш. Мать не могла оплачивать обучение и поэтому взамен давала уроки математики студентам. В детстве для Ады Йонат кумиром была Мария Кюри. Однако в зрелом возрасте Ада подчеркнула, что Кюри уже не является «образцом для подражания» для неё. После школы Ада вернулась в Иерусалим, чтобы получать высшее образование, обучаться в колледже.
В 1962 году получила степень бакалавра, а в 1964 году степень магистра наук в Еврейском университете в Иерусалиме. В 1968 году за рентгеноструктурные исследования получила докторскую степень в Институте Вейцмана в Реховоте.
В 1969-1970 годах работала в США, в том числе в Массачусетском технологическом институте.
С 1988 года преподаёт на отделении структурной биологии Института Вейцмана.
Один из пионеров в области исследований рибосомы. Также первой применила методику низкотемпературной белковой кристаллографии. Её исследования воздействия антибиотиков на рибосому и механизмов сопротивления организма антибиотикам стали важным шагом в процессе изучения клинической эффективности лекарственной терапии.
Сотрудничала с НАСА.
В настоящий момент возглавляет Центр биомолекулярной структуры им. Элен и Милтона Киммельман при Институте Вейцмана в Реховоте.
У Ады есть дочь Хагит Йонат и внучка Ноа. Хагит по профессии доктор, работает врачом медицинского центра Шиба.

## Научная карьера
Йонат приняла постдокторскую должность в Университете Карнеги-Меллона (1969) и Массачусетском технологическом институте (1970). Будучи постдоком в Массачусетском технологическом институте, она провела некоторое время в лаборатории Уильяма Н. Липскомба-младшего, лауреата Нобелевской премии по химии 1976 года из Гарвардского университета. В лаборатории Ада она была вдохновлена исследованием химии крупных биологических структур.
В 1970 году, она основала лабораторию кристаллографии белков, которая почти 10 лет была единственной в Израиле. Затем, с 1979 по 1984 год, руководила группой с Хайнцем-Гюнтером Виттманном в Институте молекулярной генетики Макса Планка в Берлине. Йонат была приглашенным профессором на бывшем факультете биохимии и теоретической биологии в Чикагском университете в 1977 и 1978 годах. В 1986-2004 гг. возглавляла исследовательский отдел Института Макса Планка в DESY в Гамбурге, параллельно занимаясь исследовательской деятельностью в Институте Вейцмана.
Йонат продолжает заниматься исследованием механизмов, лежащих в основе биосинтеза белков с помощью рибосомной кристаллографии. Эти исследования были начаты ей более 20 лет назад. Рибосомы переводят РНК в белок, и, поскольку они имеют немного другую структуру в микробах, по сравнению с эукариотами, такими как клетки человека, они часто становятся мишенью для антибиотиков. В 2000-2001 гг. Ада Йонат определила полные структуры с высоким разрешением обеих рибосомных субъединиц и обнаружила внутри асимметричной рибосомы универсальную симметричную область, которая обеспечивает каркас и управляет процессом полимеризации полипептидов. Таким образом она показала, что рибосома представляет собой рибозим, который размещает свои субстраты в такой стереохимии, которая подходит для образования пептидных связей и для субстрат-опосредованного катализа. В 1993 году визуализировала процесс зарождения белков, а именно рибосомный туннель и недавно выявила подвижные элементы, обеспечивающие его участие в остановке элонгации, гейтировании, внутриклеточной регуляции и переносе зарождающейся цепи в образующееся пространство.
Кроме того, Йонат объяснила способы действия более двадцати различных антибиотиков, нацеленных на рибосомы, осветила механизмы лекарственной устойчивости и синергизма, расшифровала структурную основу селективности антибиотиков и показала каким образом она играет ключевую роль в клинической полезности и терапевтической эффективности, тем самым проложив путь способ создания лекарств на основе структуры. Чтобы сделать возможным рибосомную кристаллографию, Йонат представила новую технику, криобиокристаллографию. Так как кристаллы почти сразу разрушались, она с группой учёных решила эту проблему путём охлаждения кристаллов до -185℃. Криобиокристаллография стала обычным делом в структурной биологии и позволила реализовать сложные проекты, которые до этого считались трудоёмкими.

## Политические взгляды
После сообщения о присуждении ей Нобелевской премии профессор Йонат в своём интервью радиостанции «Галей ЦАХАЛ» призвала освободить из израильских тюрем всех заключённых там террористов без всякой связи с освобождением из палестинского плена израильского солдата Гилада Шалита и сделать так, чтобы у них не было мотивов убивать израильтян.
В 2016 году вместе с ещё более чем ста Нобелевскими лауреатами подписала письмо с призывом к Greenpeace, Организации Объединённых Наций и правительствам всего мира прекратить борьбу с генетически модифицированными организмами (ГМО).

## Отличия

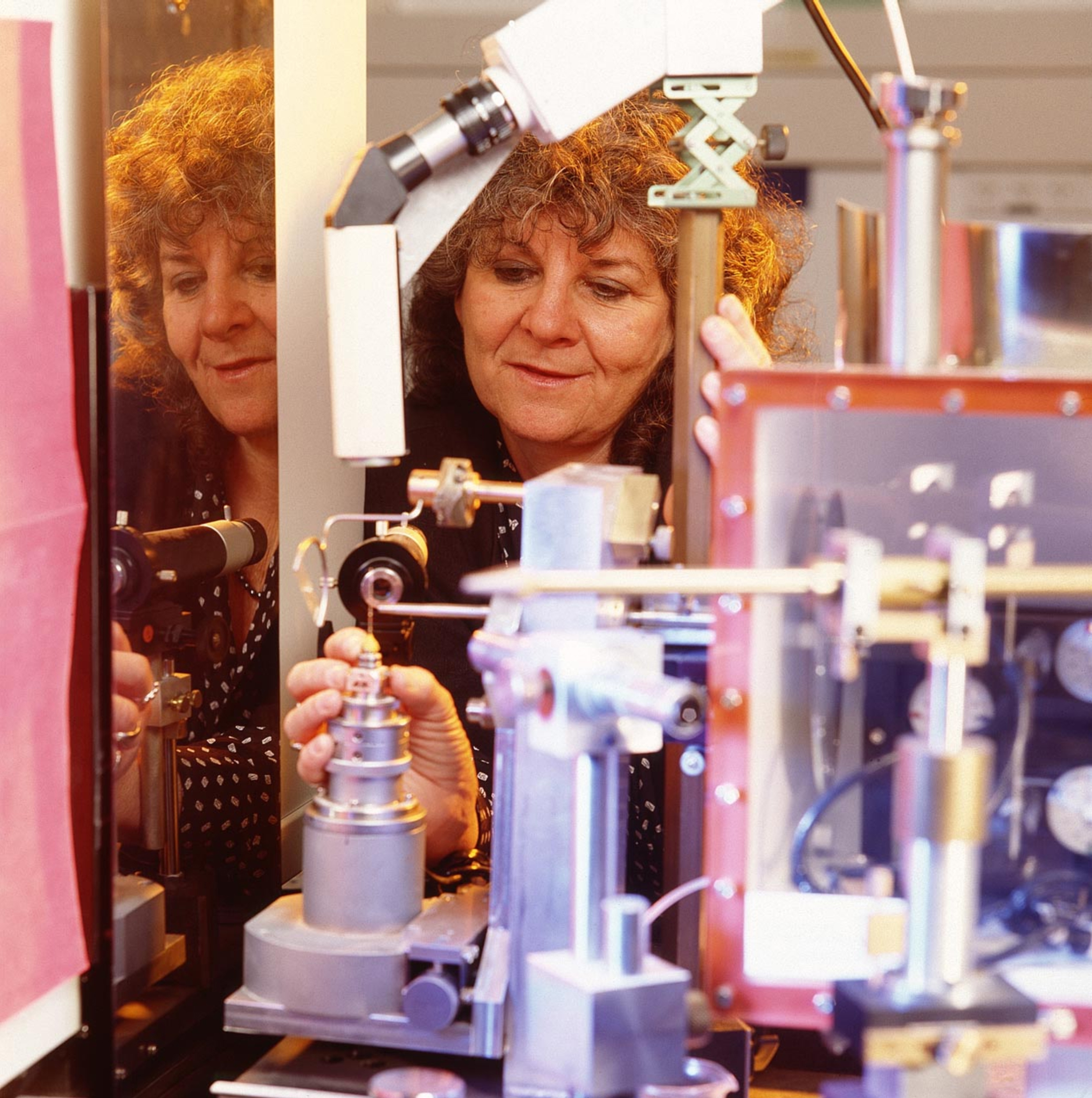
Ада Йонат в лаборатории

Ада Йонат является членом академии наук США, Американской академии искусств и наук, Израильской академии естественных и гуманитарных наук, Европейской академии наук и искусств и Европейской организации молекулярной биологии. 18 октября 2014 года. Папа Франциск назначил профессора Йонат членом Папской академии наук.
- 2002 — Государственная премия Израиля в области химии за исследования рибосом.[26]
- 2002 — Медаль Ф. А. Коттона[нем.]
- 2002 — Премия Харви, «за передовые кристаллографические исследования рибосомы, в частности, за открытия в структурной биологии, проливающие свет на строение и функционирование рибосомы, синтетического белкового механизма живых клеток, и приведшие к рациональному конструированию новых антибиотиков»[27]
- 2004 — Премия Мэссри
- 2004 — Золотая медаль Пауля Каррера[англ.]
- 2005 — Премия Луизы Гросс Хорвиц
- 2006 — Премия Ротшильда
- 2006 — Премия Вольфа по химии (совместно с Джорджем Фехером[англ.]) «за оригинальные структурные открытия в области механизма работы рибосом»[15]
- 2006 — премия ЭМЕТ
- 2007 — Премия Л’Ореаль — ЮНЕСКО «Для женщин в науке» от Европы, «за изучения структуры синтеза белка и его подавления антибиотиками».[28]
- 2007 — Премия Пауля Эрлиха и Людвига Дармштедтера
- 2008 — Премия Альберта Эйнштейна
- 2009 — Нобелевская премия по химии
- 2010 — Медаль Вильгельма Экснера
- 2011 — Marie Curie Medal[англ.]
- 2011 — Erna Hamburger Prize[англ.]
- 2012 — Серебряная медаль председателя Сената Чехии (Чехия)[29]
- 2012 — Диплом «Почётный гость» и золотая юбилейная медаль Азербайджанского медицинского университета (Азербайджан)[30]
- 2014 — Эрстедовская лекция[31]
- 2015 — Почётный профессор МГУ[32]

Также среди её наград Юбилейная медаль «20 лет независимости Республики Казахстан» (2012).

## Избранная библиография
- Ada Yonath. Can structures lead to better drugs? Lessons from ribosome research // From molecules to medicines / J. L. Sussman, and P. Spadon, eds. — Dordrecht, The Netherlands: Springer, 2009. — P. 231—251. — 249 p. — ISBN 978-90-481-2338-4.
- Ada Yonath. Ribosome: an ancient cellular nano-machine for genetic code translation // Biophysics and the challenges of emerging threats / J. D. Puglisi, ed. — Dordrecht, The Netherlands: Springer, 2009. — P. 121—155. — 180 p. — ISBN 978-90-481-2367-4.
- Ada Yonath. Ribosomal crystallography: peptide bond formation, chaperone assistance, and antibiotics inactivation // New Technologies for Current Challenges in Biology and Beyond / J. D. Puglisi, ed. — Dordrecht, The Netherlands: Springer, 2007. — P. 121—147. — 155 p. — ISBN 978-1402058998.
- Ada Yonath. Ribosomal crystallography: peptide bond formation, chaperone assistance and antibiotics activity (англ.) // Molecules and Cells : Ж. — 2005. — Vol. 20, no. 1. — P. 1—16.
- Ada Yonath. Antibiotics targeting ribosomes: resistance, selectivity, synergism, and cellular regulation (англ.) // Annual Review of Biochemistry : Ж. — 2005. — Vol. 74. — P. 649—679.
- Ada Yonath, Anat Bashan. Initiation, peptide bond formation and amino acid polymerization are hampered by antibiotics (англ.) // Annual Review of Microbiology : Ж. — 2004. — Vol. 58. — P. 233—251.
- Ada Yonath. Ribosomal crystallography: dynamics, flexibility and peptide bond formation // Conformational Proteomics of Macromolecular Architecture / R.H. Cheng and L. Hammar, eds. — New Jersey: World Scientific Publishing, 2004. — P. 245—290. — 420 p. — ISBN 981-238-615-1.
- Ada Yonath. Ribosomes, the machines of life // Life science for the 21st century / E. Keinan, I. Schechter and M. Sela, eds. — Weinheim, Germany: Wiley—VCV Press, 2004. — P. 1—47. — 372 p. — ISBN 978-3-527-30588-9.
- Ada Yonath. Ribosomal Tolerance and Peptide Bond Formation (англ.) // Biological Chemistry : Ж. — 2003. — Vol. 384. — P. 1411—1419.
- Ada Yonath. The search and its outcome: high-resolution structures of ribosomal particles from mesophilic, thermophilic and halophilic bacteria at various functional states (англ.) // Annual Review of Biophysics and Biomolecular Structure : Ж. — 2002. — Vol. 31. — P. 257—273.
- Ada Yonath. High-resolution structures of large ribosomal subunits from mesophilic eubacteria and halophilic archaea at various functional states (англ.) // Current Protein and Peptide Science : Ж. — 2002. — Vol. 3, no. 1. — P. 67—78.
- Ada Yonath and Francois Franceschi. Ribosomes // Encyclopedia of Molecular Biology / T. E. Creighton, ed. — A. Wiley-Interscience Publication, J. Wiely and Sons, 1999. — P. 2197—2202. — 2878 p. — ISBN 978-0-471-15302-3.
- Ada Yonath. Approaching atomic resolution in crystallography of ribosomes (англ.) // Annual Review of Biophysics and Biomolecular Structure : Ж. — 1992. — Vol. 21. — P. 77—93.
- Ada Yonath, Heinz-Günter Wittman. Approaching the molecular structure of ribosomes (англ.) // Biophysical Chemistry : Ж. — 1988. — Vol. 29, no. 1—2. — P. 17—29.
- Ada Yonath, Heinz-Günter Wittman. New aspects in 3-dimensional structure determination of ribosomal particles // Structure and Expression / M. H. Sarma, R. H. Sarma, eds. — Schenectady, NY: Adenine Press, 1988. — P. 191—207. — 342 p. — ISBN 978-0940030213.
- Ada Yonath, Heinz-Günter Wittman. Crystallographic and image reconstruction studies on ribosomal particles from bacterial sources (англ.) // Methods in Enzymology : Ж. — 1988. — Vol. 164. — P. 95—117.
- Ada Yonath. Crystallographic and image reconstruction studies on ribosomal particles from bacterial sources (англ.) // Trends in Biochemical Sciences : Ж. — 1984. — Vol. 9, no. 5. — P. 227—230.
- A. Yonath, J. Müssig, H. G. Wittman. Parameters for crystal growth of ribosomal subunits (англ.) // Journal of Cellular Biochemistry : Ж. — 1982. — Vol. 19, no. 2. — P. 145—155.
- A. Podjarny, A. Yonath, W. Traub. Application of multivariate distribution theory to phase extension for crystalline proteins (англ.) // Acta Crystallographica Section A : Ж. — 1976. — Vol. 32, no. 2. — P. 281—292.
- A. Yonath, W. Traub. Polymers of tripeptides as collagen models. IV. Structure analysis of poly(L-proly-glycyl-L-proline) (англ.) // Journal of Molecular Biology : Ж. — 1969. — Vol. 43, no. 3. — P. 461—477.
- W. Traub, A. Yonath, S. M. Segal. On the molecular structure of collagen (англ.) // Nature : Ж. — 1969. — Vol. 221, no. 5184. — P. 914—917.